# 1987年朝鮮民主主義人民共和國地方選舉
朝鮮民主主義人民共和國第十三屆的地方選舉在1987年11月15日舉行，以選出全國26,539個市、郡及邑的「人民代表」。最終，本屆的投票率和參選人當選率均達100%。

## 資料來源
1. ↑  East Gate Book (2003) North Korea Handbook: Yonhap News Agency Seoul, p126 ISBN 0765610043